# Aleksej Petrov
Aleksej Sergeevič Petrov (in russo Алексей Сергеевич Петров?; Krasnojarsk, 12 settembre 1987) è un giocatore di calcio a 5 russo.

## Carriera
Utilizzato come play, si è guadagnato la convocazione nella Nazionale Under-21 di calcio a 5 della Russia paese organizzatore del Campionato europeo di calcio a 5 Under-21 2008. Con la selezione russa ha così vinto la medaglia d'oro laureandosi Campione d'Europa Under-21.